# ستويان تودوروف
ستويان تودوروف هو لاعب كرة قدم بلغاري في مركز الوسط، ولد في 9 أغسطس 1982 في Svoge ‏ في بلغاريا. لعب مع FC Sportist Svoge ‏.